# Takasaki
Takasaki |高崎市 (Takasaki-shi) er en by i det japanske prefektur Gunma på øen Honshu med 372.639 (2021) indbyggere. Byen blev grundlagt den 1.  april 1900.
Takasaki er et trafikknudepunkt og et stoppested for Shinkansen-toget.
Tidligere premierminister Yasuhiro Nakasone kom fra Takasaki.

## Eksternt link
- Takasakis hjemmeside i engelsk version Arkiveret 20. januar 2008 hos  Wayback Machine